# Les Apaches
Les Apaches è un cenacolo di musicisti, scrittori ed artisti francesi, formatosi intorno al 1900.

## I membri
Tra i membri del gruppo c'erano:
- Edouard Benedictus, pittore e compositore
- Michel Dimitri Calvocoressi, scrittore e critico musicale
- Maurice Delage, compositore
- Léon-Paul Fargue, poeta
- Lucien Garban, editore
- Manuel de Falla, compositore
- Désiré-Emile Inghelbrecht, direttore
- Tristan Klingsor, poeta, pittore, teorico dell'arte
- Maurice Ravel, compositore e pianista
- Florent Schmitt, compositore
- Paul Sordes, pittore
- Ricardo Viñes, pianista
- Emile Vuillermoz, critico musicale, di famiglia originaria della Valle d'Aosta
- Georges Mouveau, decoratore

Il nome fu scelto dal gruppo quando inavvertitamente urtò un venditore di quotidiani, che esclamò Attention les apaches! (Attenzione, passano gli apaches!). Essi subito adottarono il nome, con il significato di "teppisti". Il loro membro più rappresentativo, Ravel, propose di adottare il primo tema della seconda sinfonia di Aleksandr Borodin come motivo simbolico del gruppo, idea condivisa da tutti. Il gruppo si incontrava ogni sabato, all'inizio a casa di Paul Sordes, in rue Dulong a Montmartre,  o in quella di Tristan Klingsor in avenue du Parc-Montsouris, in seguito nello studio di Maurice Delage, in rue de Civry presso Auteil. Ravel in seguito dedicò ciascuno dei cinque movimenti di Miroirs a diversi componenti di questo gruppo. Les Apaches si riunirono regolarmente fino al 1914 quando gli eventi bellici della prima guerra mondiale posero fine a questa consuetudine.

## Le idee
Il gruppo sorse attorno alla venerazione per il Pelléas et Mélisande di Debussy che nel 1902 aveva suscitato accese discussioni; questo e l'idea che anche la musica popolare potesse essere ispirazione per l'arte li aveva indotto a riunirsi. Da qui anche il nome del gruppo che rifletteva la tendenza a scelte aperte e libere, quasi selvagge, così come lo erano ai loro occhi la tribù nordamericana degli Apache e i delinquenti di strada parigini chiamati allo stesso modo.